# Sint-Amanduskerk (Hooglede)
De Sint-Amanduskerk is de kerk van de parochie Sint-Amandus van het Belgische dorp Hooglede. De kerk telt een schat aan kunstwerken. Achteraan in de kerk bevindt zich de grafzerk van Victor van Dixmude, gestorven in 1511.

## Geschiedenis
In de loop van de eeuwen heeft de kerk in Hooglede grondige veranderingen gekend. Alvorens er sprake was van een kerk, was er op die locatie een bedehuis aanwezig met een zadeldak (voor 1000). Omstreeks 1200 werd er op hetzelfde grondgebied een romaanse kerk gebouwd door de monniken van de Sint-Amandusabdij van Doornik.
Nadat een brand de kerk vernietigde, werd er in 1590 een nieuwe kerk gebouwd in de gotische stijl. Deze herstellingswerken eindigden in 1618.
In 1828 begon de eerste ingrijpende verbouwingsfase. Het houten gewelf werd vervangen door een tongewelf en de kerk kreeg een neoclassicistisch interieur.
Omwille van plaatsgebrek werd de kerk rond 1870 in neogotische stijl uitgebreid. Ook werd de toren naar voren gebracht in 1871. Tijdens de Eerste Wereldoorlog werd dit gebouw verwoest, maar in de jaren 20 werd het opnieuw opgebouwd. Ook in 1980, 1985 en 1993 vonden er herstellingswerken plaats.

## Pastoors
- 1885-1910 - Pastoor Leonard Van De Maele
- 1910-1910 - Pastoor Juliaan Opdedrinck
- 1910-1911 - Pastoor Ludovicus De Grendel
- 1911-1915 - Pastoor Aimé Vandelanotte
- 1919-1924 - Pastoor Theodoor Plouvier
- 1924-1928 - Pastoor Constant Wittouck
- 1928-1933 - Pastoor Alois Lambrecht
- 1933-1955 - Pastoor Prosper Moncarey
- 1955-1976 - Pastoor Maurits Maenhout
- 1976-1986 - Pastoor Robert Brigee
- 1986-2007 - Pastoor Roland Decloedt
- 2007-2014 - Pastoor Jeroen Claerhout
- 2014-2015 - Interim-pastoor André Foulon
- 2015-2017 - Pastoor Dirk Durnez
- 2017-... - Pastoor Dirk Crombez

E.H. Roland Decloedt werd in 1986 aangesteld als pastoor van Hooglede. In 1995 werd hij tevens pastoor van Sint-Jozef. Jeroen Claerhout, gewezen pastoor in de federatie Menen (Sint-Vedastus - Sint-Franciscus) nam in 2007 de fakkel over. Hij werd benoemd tot pastoor van de parochies Sint-Amandus, Sint-Jozef en Christus-Koning (Sleihage). Een jaar later werd hij ook pastoor van de parochie Sint-Jacobus de Meerdere in Gits. Na beschuldiging van grensoverschrijdend gedrag, waarvoor hij in 2017 definitief werd vrijgesproken, nam E.H. André Foulon uit Eernegem tijdelijk zijn taken over. In 2015 werd E.H. Dirk Durnez pastoor. Sinds mei 2017 is E.H. Dirk Crombez de nieuwe pastoor, die tevens ook de federatie Staden onder zijn hoede heeft.

## Inrichting

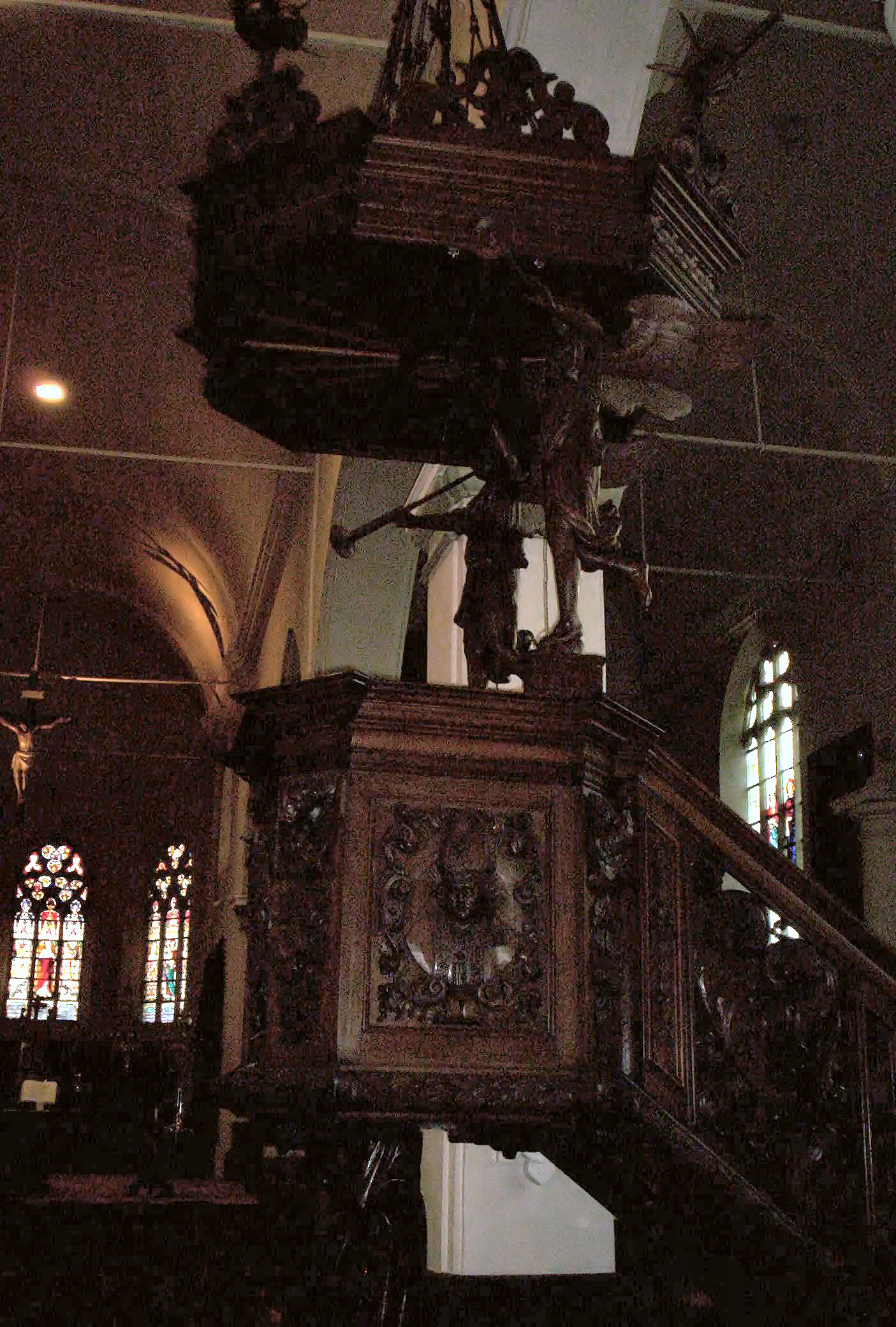
preekstoel

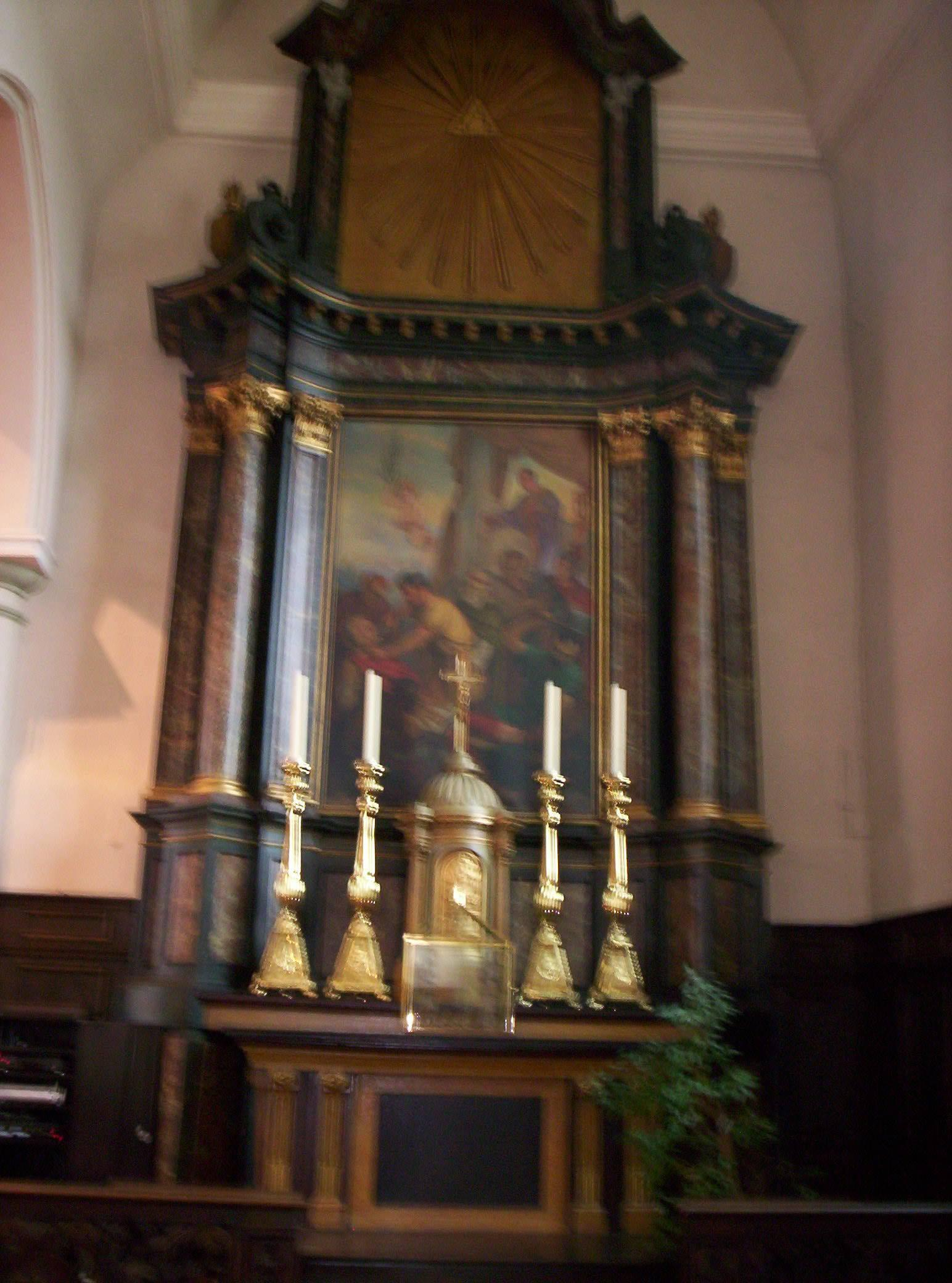
Sint-Quirinusaltaar

### Communiebank
De Sint-Amanduskerk heeft een opvallende eiken communiebank: de sculptuur vertoont talrijke godsdienstige thema's. De buste van Sint-Amandus, geboren te Nantes, en de heilige Quirinus maken het tafereel volledig. De beeldhouwer van deze communiebank is de heer Van Wallegem uit Lichtervelde (1697-1776).

### Preekstoel
De preekstoel dateert uit de 18e eeuw. Op de kuip vinden we de kerkvaders terug: Augustinus, Gregorius, Hironymus en Ambrosius. Een figuur met een kruis in de hand draagt de kuip. Op de vier hoeken vinden we de een verwijzingen naar vier evangelisten: de os, de arend, de leeuw en de engel.

### Hoofdaltaar
Dit altaar is oorspronkelijk een stuk communiebank geweest. In opdracht van de toenmalige pastoor Brigez bouwt Van Walleghem het uit tot een vrijstaand stuk meubel.

### Onze-Lieve-Vrouwaltaar
Het altaar bevat een kostbaar schilderij "Verrijzenis van Maria" van de kunstenaar De Deister (1656-1711). Verder wordt het altaar afgewerkt met barokelementen.

### Sint-Quirinusaltaar
Ook in dit altaar, dat zich aan de zuidkant van de kerk bevindt, herkent men de barokstijl. De vier grote kandelaren die zich op het altaar bevinden, worden geschonken door Van Isacker (19e eeuw). Het schilderij dat zich boven het altaar bevindt, wordt "De foltering van Quirinus" genoemd. Het is een kunstwerk van Gaston Vallaeys, toenmalig directeur van de Kunstacademie.